# Chroniochilus minimus
Chroniochilus minimus är en orkidéart som först beskrevs av Carl Ludwig von Blume, och fick sitt nu gällande namn av Johannes Jacobus Smith. Chroniochilus minimus ingår i släktet Chroniochilus och familjen orkidéer. Inga underarter finns listade i Catalogue of Life.